# Walter Anderson
Walter Anderson (ur. 10 października 1885 w Mińsku, zm. 23 sierpnia 1962 w Kilonii) – niemiecki etnograf i folklorysta. Prowadził badania porównawcze w obszarze bajkoznawstwa. Ponadto, zajmował się historią literatury germańskiej i romańskiej.

## Życiorys
Ukończył studia w Petersburgu (studiując też w Berlinie), po których objął katedrę literatury ludowej na uniwersytecie w Kazaniu. W Kazaniu ukazały się jego pierwsze ważniejsze prace: Роман Апулея и народная сказка (1914) oraz Император и аббат: История одного народного анекдота (1918).
W latach 1920–1939 wykładał na Uniwersytecie w Dorpacie (Tartu) w Estonii tworząc znaczący ośrodek badań nad folklorem estońskim, prowadząc przy tym własne badania terenowe i komparatystyczne. Na bazie materiałów zebranych w terenie opublikował w latach 1927–1933 zbiór bajek ludowych z San Marino (Novelline popolari sanmarinesi, I-III). W 1926 ukazała się jedna z jego najbardziej znanych prac (związana z badaniami porównawczymi): Kaiser und Abt. Die Geschichte eines Schwanks (1923), w której zastosował metodę geograficzno-historyczną (był jej wielkim zwolennikiem i propagatorem).
W latach 1940–1945 wykładał etnografię na Uniwersytecie w Królewcu. W czasie bombardowania miasta w trakcie II wojny światowej zniszczona została jego biblioteka. Po wojnie przeniósł się do Kilonii. W późniejszym okresie skupił się na kwestiach metodyki i metodologii porównawczego bajkoznawstwa oraz eksperymentalnych badaniach nad przekazem ustnym. W oparciu o badania doświadczalne wydał w 1951 studium Ein volkskundliches Experiment. 

## Ciekawostki
Jak podawał Julian Krzyżanowski, Walter Anderson mówił bardzo dobrze po polsku.

## Wybrane publikacje
- Роман Апулея и народная сказка (Kazań, 1914)
- Император и аббат: История одного народного анекдота (Kazań, 1918)
- Novelline popolari sanmarinesi, I-III (1927-1933)
- Kaiser und Abt. Die Geschichte eines Schwanks (Helsinki, 1923)
- Das Lied von den zwei Königskindern in der estonischen Volksüberlieferung (Tartu, 1931)
- Der Schwank vom alten Hildebrand (Tartu, 1931)
- Ein volkskundliches Experiment (1951)